# Lawn Tennis Association of Australasia
Lawn Tennis Association of Australasia (LTAA) var et tennisforbund, der blev dannet i 1904 ved sammenslutning af New Zealand Lawn Tennis Association (nu Tennis New Zealand) og tennisforbundene i de seks australske stater. New Zealand trådte ud af forbundet i 1922 og forårsagede dermed opløsningen af LTAA. LTAA var et af de stiftende medlemmer af International Lawn Tennis Federation (ILTF) (nu International Tennis Federation), der blev oprettet på en konference i Paris, Frankrig den 1. marts 1913.
Hovedformålet med sammenslutningen af tennisforbundene i New Zealand og Australien var at udvikle en international tennisturnering med US National Championships og Wimbledon-mesterskaberne som forbillede, og det resultaterede i oprettelsen af Australasian Championships i 1905. Turneringen blev senere til Australian Championships i 1927, og endelig Australian Open i 1969. Organisationen arbejdede tillige med udviklingen af tennis i både Australien og New Zealand.
Fra 1905 til 1914 stillede forbundet ligeledes op med et fælles Davis Cup-hold for de to nationer, som fire gange vandt Davis Cup-trofæet.